# Oberrasen

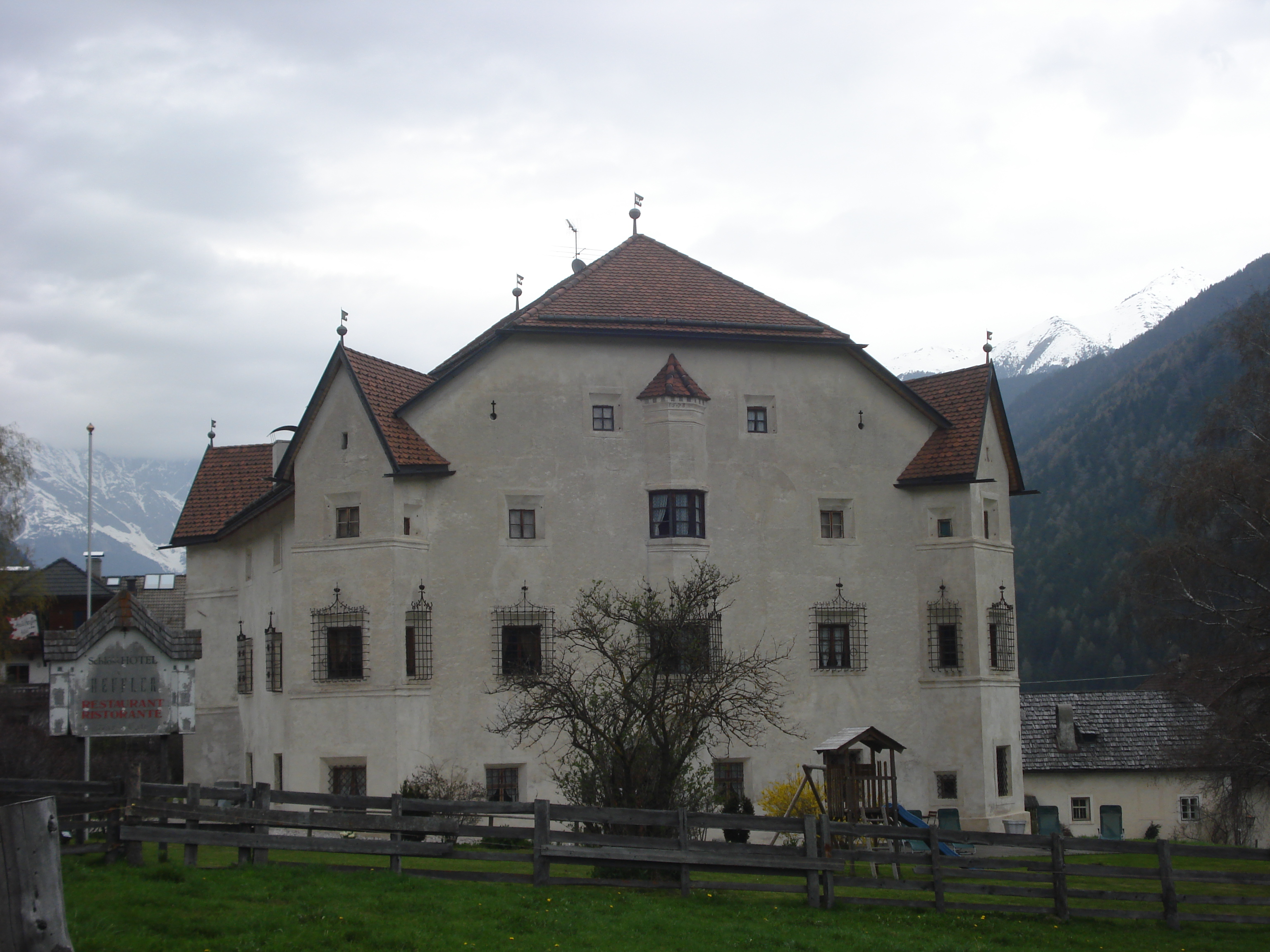
Ansitz Heufler in Oberrasen

Oberrasen (italienisch Rasun di Sopra) ist eine Fraktion der Gemeinde Rasen-Antholz im Antholzer Tal in Südtirol (Italien) mit 723 Einwohnern (Stand: 31. Dezember 2019).

## Lage
Oberrasen liegt auf etwa 1090 m Höhe im Antholzer Tal. Oberrasen ist nach dem knapp einen Kilometer entfernten Niederrasen die zweite Ortschaft im Tal. Die nächste Ortschaft taleinwärts ist Antholz Niedertal mit dem zugehörigen Weiler Bad Salomonsbrunn. Der Antholzer Bach fließt durch Oberrasen. Zwischen den beiden Ortschaften befindet sich ein Naturschutzgebiet mit dem Biotop „Rasner Möser “.

## Geschichte

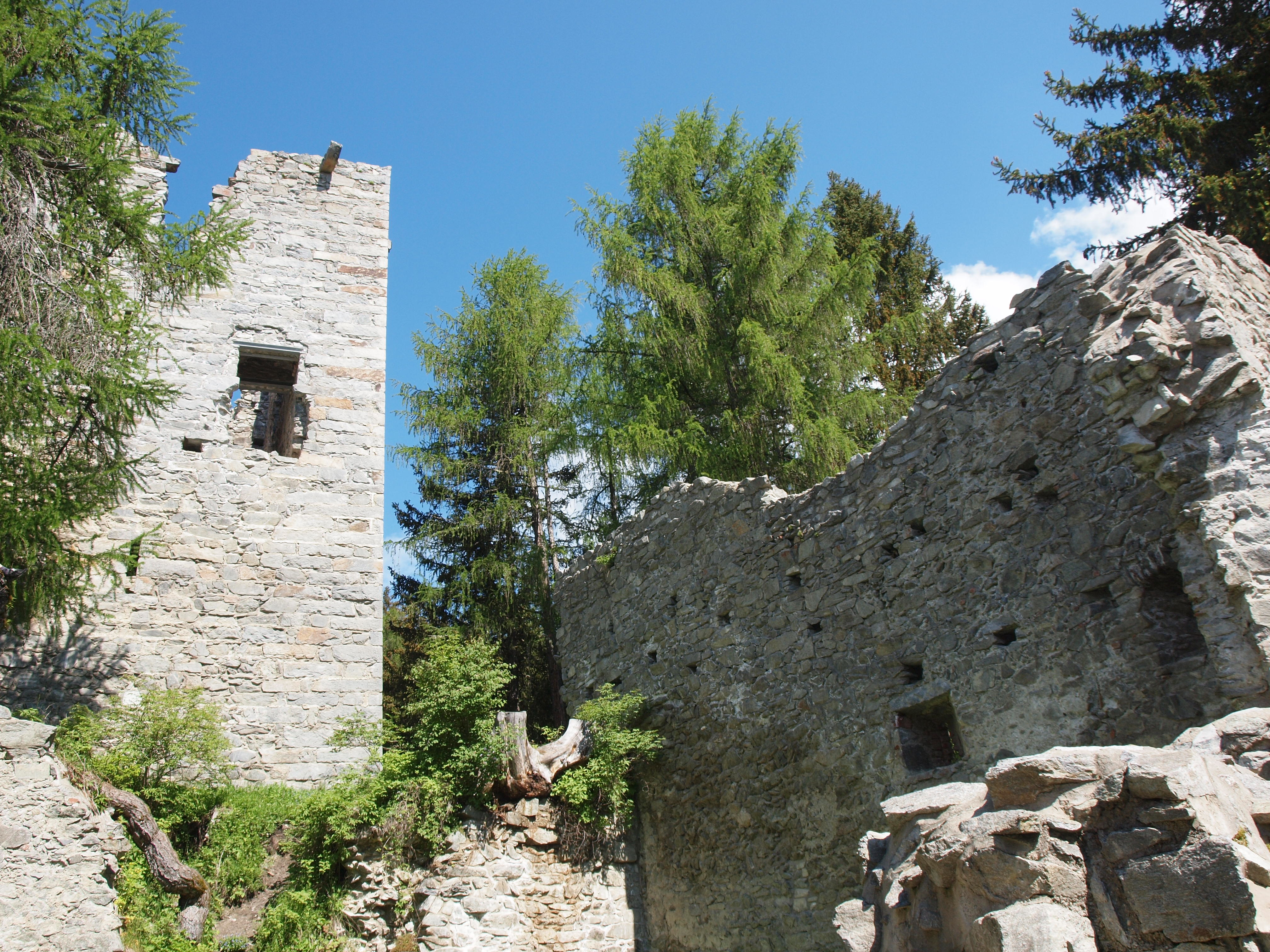
Burgruine Neurasen

Die Gegend um Oberrasen ist bereits seit der Eisenzeit bewohnt. Rasen wurde erstmals um das Jahr 1050 als „Resinę“, „Rasine“ oder „Rasene“ urkundlich erwähnt. Ab 1091 unterschied man zwischen Rasen, dem heutigen Oberrasen, und Unterrasen, dem heutigen Niederrasen. Ulrich von Rasen errichtete bei Oberrasen eine Feste, die zunächst Anastasienberg, später Burg Neurasen genannt wurde. 1241 sollte die Burg infolge eines Friedensvertrag zwischen Tirol und dem Bistum Brixen geschleift werden, worauf man jedoch verzichtete. Bis 1342 war die Burg Neurasen im Besitz der Herren von Rasen, ab 1342 gehörte sie dem Brixner Bischof. 
Bis etwa 1500 war Oberrasen dem Gericht Altrasen in Niederrasen zugeordnet, später kam es zu Welsberg. Ab 1849 gehörte Oberrasen dem Gerichtsbezirk Welsberg an, der nach dem Ende des Ersten Weltkriegs 1919 zu Italien kam.
1928 wurde die Katastralgemeinde Oberrasen zusammen mit Niederrasen, Antholz und Olang unter dem Faschismus zur Großgemeinde Rasen-Olang (italienisch Rasun-Valdaora) mit Sitz in Niederrasen zusammengeschlossen. Die deutschsprachigen Bürgermeister wurden abgesetzt und ein Podestà aus den alten italienischen Provinzen wurde zum Gemeindeleiter bestimmt. 1955 wurde die Gemeinde in die heutigen Gemeinden Olang und Rasen-Antholz geteilt.

## Kirche

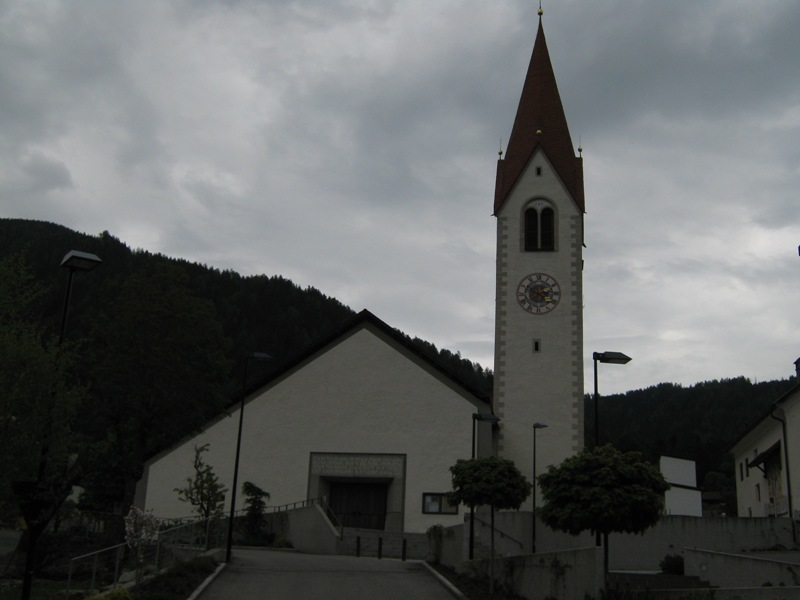
Kirche in Oberrasen

Die Oberrasner Kirche ist dem hl. Andreas gewidmet. Die erste urkundliche Erwähnung erfolgte 1388, die Einweihung erfolgte 1422. Im 17. Jahrhundert wurde die Kirche ausgebaut und neu gewölbt. In den 50er-Jahren wurde die alte, restaurierungsbedürftige Kirche abgerissen und durch einen größeren Neubau ersetzt.

## Bildung
In Oberrasen gibt es eine Grundschule für die deutsche Sprachgruppe.

## Persönlichkeiten
- Hannes Mahrenberger (1910–1996), österreichischer Arzt, Sänger, Gitarrist, Liedtexter und Volksliedsammler
- Dominik Windisch (* 1989), italienischer Biathlet
- Markus Windisch (* 1984), italienischer Biathlet